# Friedrich Fischer (Erfinder)

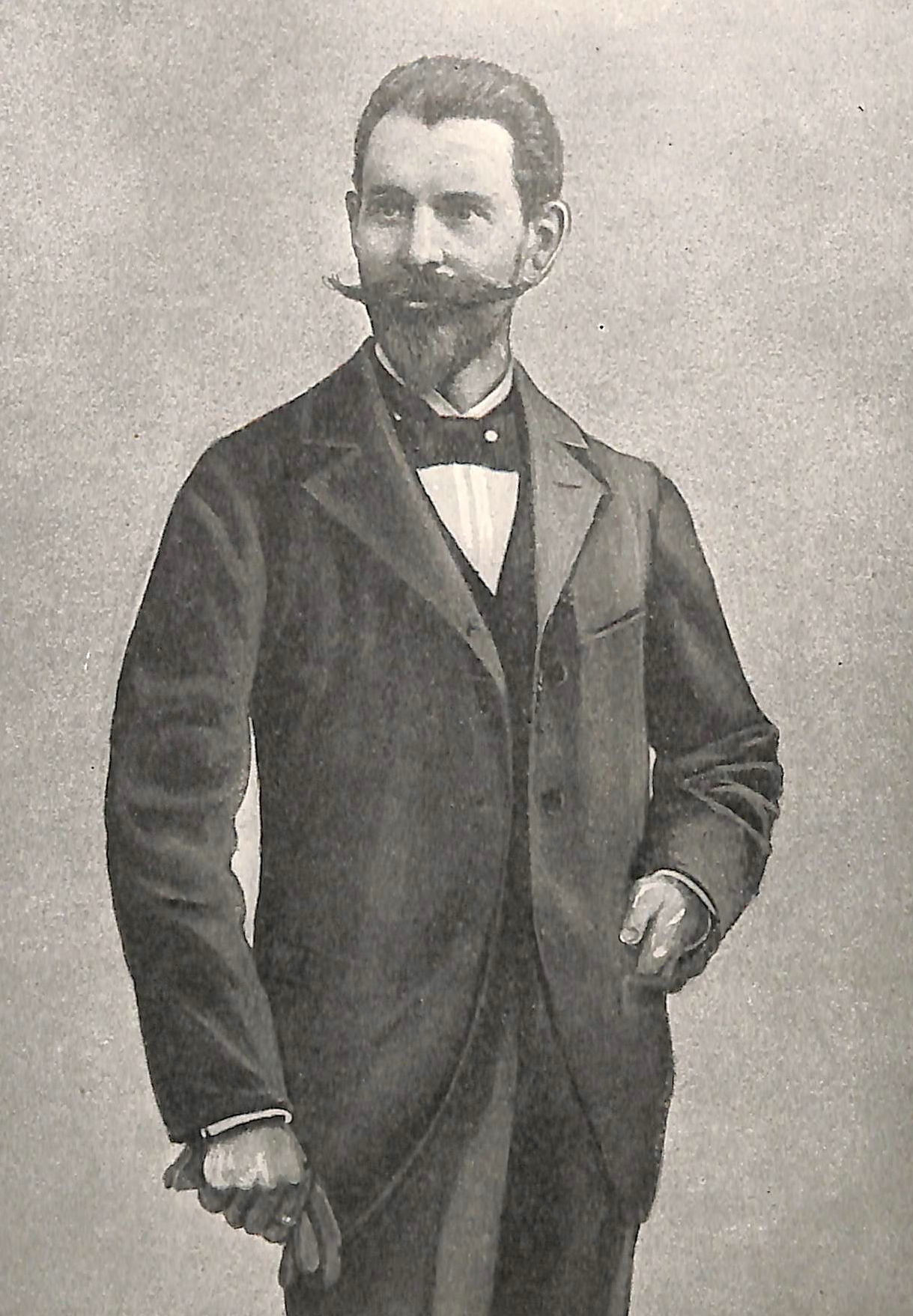
Friedrich Fischer (1849–1899)

Friedrich Fischer (* 19. März 1849 in Schweinfurt; † 2. Oktober 1899 ebenda) war ein Erfinder auf dem Gebiet der Kugel- und Kugellagertechnik. 1896 gründete er die Erste Automatische Gußstahlkugelfabrik Friedrich Fischer AG, kurz „Kugelfabrik Fischer“ (umgangssprachlich Kufi) (später FAG Kugelfischer).

## Leben
Fischer gründete 1872 seine erste Firma, die zunächst mit Nähmaschinen und Fahrrädern handelte. 1883 konstruierte er eine Kugelschleifmaschine, mit der es erstmals möglich war, in großen Mengen Stahlkugeln mit sehr geringer Abweichung von der Idealform zu produzieren. Der von Fischer und Wilhelm Höpflinger weiterentwickelte Apparat wurde 1890 zum Patent angemeldet. Damit war der Grundstein für die in den Folgejahren aufblühende Wälzlager-Industrie gelegt.
Die von Fischer ab 1883 produzierten Kugeln konnten rasch eine führende Stellung auf dem Markt erringen, der eigentliche Aufschwung setzte jedoch erst nach 1890 ein, als die Fahrradindustrie einen ersten Boom erlebte. Nun stieg die Beschäftigtenzahl rasch auf über 600. Das für die weitere Expansion notwendige Kapital wurde 1896 durch die Umwandlung in eine Aktiengesellschaft (FAG = Fischers Aktien-Gesellschaft) aufgebracht. Im selben Jahr erfolgte die Übersiedlung aus der Schweinfurter Altstadt auf das großzügige Firmengelände in der Nähe des Hauptbahnhofs, wo die Schaeffler AG noch heute unter der Marke FAG produziert. 
Durch den großen Erfolg von FAG und Fries & Höpflinger entstanden in kürzester Zeit zahlreiche Konkurrenzfirmen. Die damit einhergehende Überproduktion führte zum Zusammenbruch des Marktes. Die Mitarbeiterzahl von FAG sank auf nur noch 40 (1898). Mitten in der Krise starb Fischer nur fünfzigjährig. Nach Jahren der Stagnation wurde FAG 1909 von Georg Schäfer (I) übernommen, dem Vater von Georg Schäfer (II).
Friedrich Fischer war der Sohn von Philipp Moritz Fischer, dem Erfinder des Tretkurbel-Fahrrades.